# Rummu (Ridala)
Rummu – wieś w Estonii, w prowincji Lääne, w gminie Ridala.